# 애니 서먼

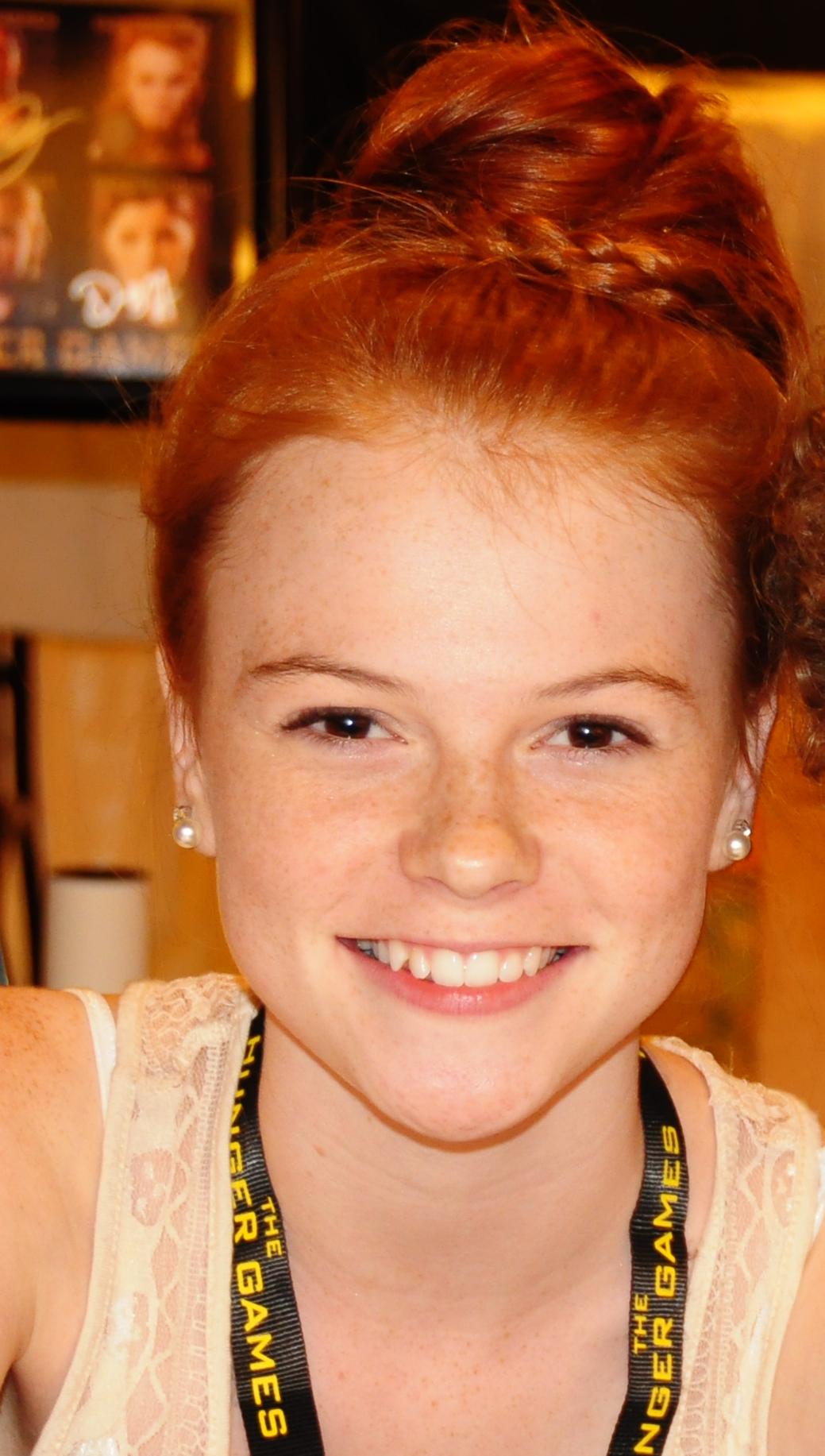

애니 서먼(Annie Thurman, 1996년 11월 14일 ~ )은 미국의 배우, 영화배우이다.
내슈빌에서 태어났다.

## 방송
- 프루프

## 영화
- 프루프 (2015년)
- 다크 스카이 (2013년) - 쉘리 역